# Txírievo
Txírievo (en rus: Чирьево) és un poble de l'óblast d'Arkhànguelsk, a Rússia, segons el cens del 2012 tenia 5 habitants.